# John Birch Society
John Birch Society (JBS) är en amerikansk paleokonservativ organisation. Organisationen betecknar sig som patriotisk och antikommunistisk, med kristna värderingar. JBS har kategoriserats som en högerradikal och högerextrem organisation.
John Birch Society grundades 1958 av den pensionerade affärsmannen Robert Welch (1899–1985), för att, som de menade, kämpa mot kommunism och för den amerikanska konstitutionen. Med deras egna ord: "Less Government, More Responsibility, and — With God's Help — a Better World" ("Mindre stat, mer ansvar och – med Guds hjälp – en bättre värld"). Rörelsens nuvarande högkvarter ligger i Appleton i delstaten Wisconsin.

## Politiska sakfrågor

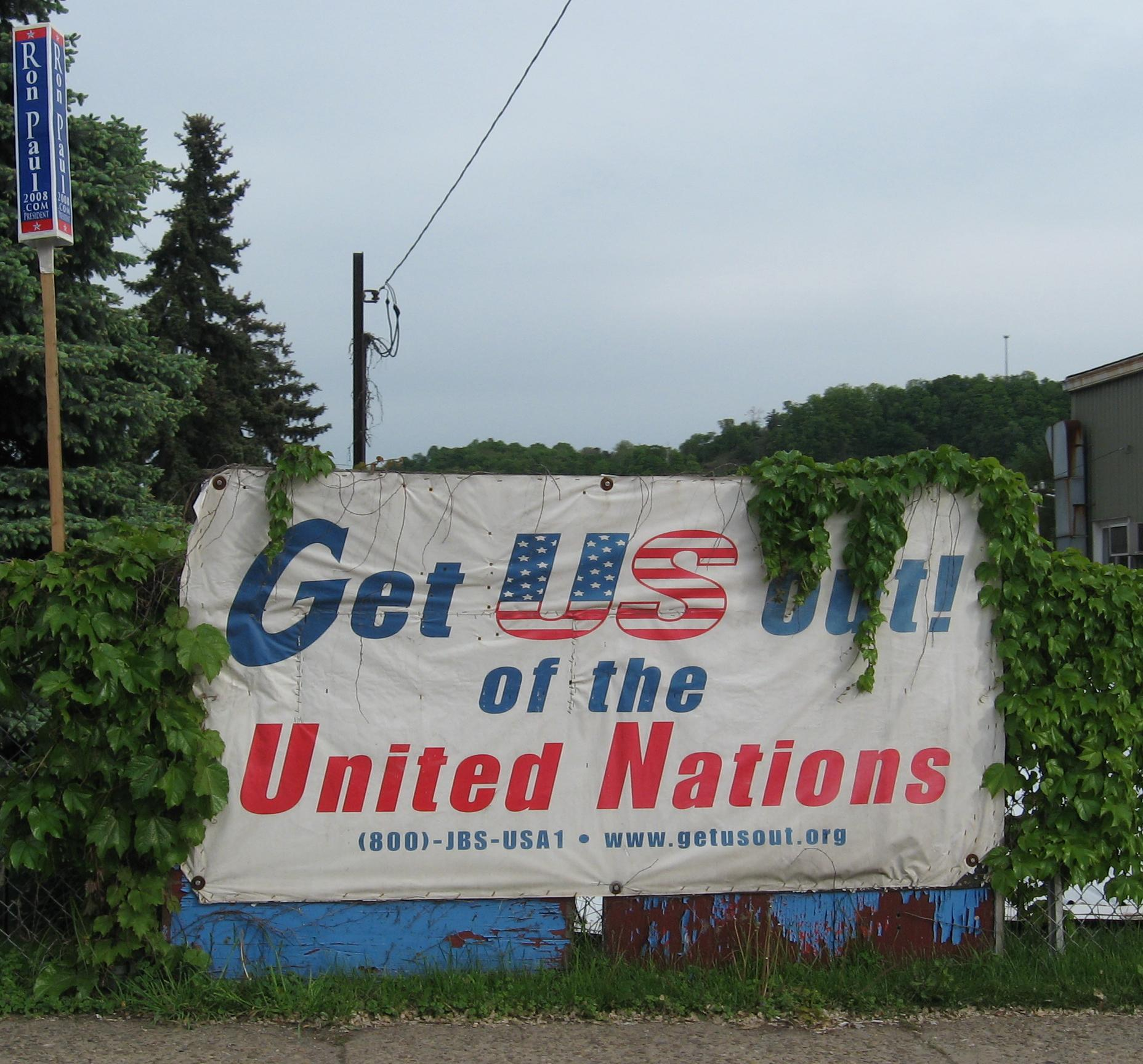
Kampanjskylt från John Birch Society som uppmanar USA att lämna FN i Pittsburgh 2008.

John Birch Society (JBS) har genom åren företrätt ett antal konservativa åsikter. Grundaren Robert Welch betraktade medborgarrättsrörelsen som samhällsomstörtande och beskyllde president Eisenhower för att vara kommunist. Rörelsen propagerar för USA:s utträde ur FN och är emot alla former av offentligt finansierade välfärdssystem. Rörelsen är även starkt kritisk till den amerikanska invandringspolitiken.

## John Birch
Organisationen är uppkallad efter John Birch, en amerikansk baptistpastor och underrättelseofficer inom Office of Strategic Services som dödades i augusti 1945 i närheten av Xi'an, Kina av kommunisttrupper, strax efter Japans kapitulation. Rörelsens grundare ansåg att Birch var det första offret i det kalla kriget.

## Kuriosa
- John Wayne var en av rörelsens mer kända medlemmar.
- Bob Dylan har i en satirisk sång, "Talkin' John Birch Paranoid Blues", beskrivit den kommunistskräck som en fiktiv medlem upplever.
- John Birch Societys dåvarande ordförande Larry McDonald var ett av dödsoffren när Korean Air Lines flight 007 sköts ned över sovjetiskt territorium den 1 september 1983.
- Fred Koch, medgrundare till organisationen[8] och grundare till det globala industriella konglomeratet Koch Industries, Inc.[9] samt far till miljardärerna Bill Koch, Charles Koch och David Koch.